# Crouzilles
Crouzilles és un municipi francès, situat al departament de l'Indre i Loira i a la regió de Centre – Vall del Loira. L'any 2007 tenia 552 habitants.

## Demografia

### Població
El 2007 la població de fet de Crouzilles era de 552 persones. Hi havia 238 famílies, de les quals 64 eren unipersonals (32 homes vivint sols i 32 dones vivint soles), 79 parelles sense fills, 79 parelles amb fills i 16 famílies monoparentals amb fills.
La població ha evolucionat segons el següent gràfic:
Habitants censats

### Habitatges
El 2007 hi havia 305 habitatges, 238 eren l'habitatge principal de la família, 45 eren segones residències i 22 estaven desocupats. 296 eren cases i 5 eren apartaments. Dels 238 habitatges principals, 179 estaven ocupats pels seus propietaris, 53 estaven llogats i ocupats pels llogaters i 7 estaven cedits a títol gratuït; 1 tenia una cambra, 12 en tenien dues, 41 en tenien tres, 69 en tenien quatre i 116 en tenien cinc o més. 189 habitatges disposaven pel capbaix d'una plaça de pàrquing. A 102 habitatges hi havia un automòbil i a 109 n'hi havia dos o més.

### Piràmide de població
La piràmide de població per edats i sexe el 2009 era:
| Homes | Edats   | Dones |
| ----- | ------- | ----- |
| 0     | 95 o +  | 0     |
| 0     | 90 a 94 | 0     |
| 4     | 85 a 89 | 8     |
| 4     | 80 a 84 | 4     |
| 28    | 75 a 79 | 12    |
| 8     | 70 a 74 | 8     |
| 16    | 65 a 69 | 24    |
| 24    | 60 a 64 | 12    |
| 16    | 55 a 59 | 0     |
| 12    | 50 a 54 | 12    |
| 20    | 45 a 49 | 12    |
| 16    | 40 a 44 | 24    |
| 28    | 35 a 39 | 16    |
| 16    | 30 a 34 | 16    |
| 44    | 25 a 29 | 20    |
| 0     | 20 a 24 | 12    |
| 4     | 15 a 19 | 12    |
| 8     | 10 a 14 | 16    |
| 4     | 5 a 9   | 36    |
| 16    | 0 a 4   | 12    |

## Economia
El 2007 la població en edat de treballar era de 333 persones, 255 eren actives i 78 eren inactives. De les 255 persones actives 241 estaven ocupades (126 homes i 115 dones) i 14 estaven aturades (7 homes i 7 dones). De les 78 persones inactives 38 estaven jubilades, 21 estaven estudiant i 19 estaven classificades com a «altres inactius».

### Ingressos
El 2009 a Crouzilles hi havia 237 unitats fiscals que integraven 553 persones, la mediana anual d'ingressos fiscals per persona era de 17.616 €.

### Activitats econòmiques
Dels 19 establiments que hi havia el 2007, 1 era d'una empresa de fabricació d'altres productes industrials, 6 d'empreses de construcció, 5 d'empreses de comerç i reparació d'automòbils, 4 d'empreses d'hostatgeria i restauració, 2 d'empreses de serveis i 1 d'una empresa classificada com a «altres activitats de serveis».
Dels 7 establiments de servei als particulars que hi havia el 2009, 2 eren tallers de reparació d'automòbils i de material agrícola, 2 paletes, 2 fusteries i 1 perruqueria.
L'únic establiment comercial que hi havia el 2009 era una adrogueria.
L'any 2000 a Crouzilles hi havia 24 explotacions agrícoles que ocupaven un total de 1.275 hectàrees.

## Equipaments sanitaris i escolars
El 2009 hi havia una escola elemental integrada dins d'un grup escolar amb les comunes properes formant una escola dispersa.

## Poblacions més properes
El següent diagrama mostra les poblacions més properes.